# Nenets
Het Nenets (ненэцяʼ вада) (ook: Joeraaks) is een taal in het noorden van Rusland, gesproken door circa 25.000 mensen en behorend tot de Samojeedse tak van de Oeraalse taalfamilie. Het is de moedertaal van de Nenetsen. Het Nenets heeft een officiële status in twee autonome districten: Nenetsië in het oblast Archangelsk in Europa en Jamalo-Nenets in de oblast Tjoemen in Azië. De taal heeft in het tweede gebied een aanzienlijk sterkere positie dan in de eerste.
Het is de grootste taal van de Samojeedse talen en behoort binnen deze familie tot de noordelijke groep, die ook het Enets en het Nganasan omvat. Het Nenets zelf valt uiteen in twee talen: het Toendra-Nenets en het Woud-Nenets. Het Toendra-Nenets telt verreweg de meeste sprekers.

## Alfabet
Het Nenets wordt geschreven in een aangepaste vorm van het cyrillische alfabet, met de extra letters Ӈ, ', en ".
| А а | Б б | В в | Г г | Д д | Е е | Ё ё | Ж ж |
| З з | И и | Й й | К к | Л л | М м | Н н | Ӈ ӈ |
| О о | П п | Р р | С с | Т т | У у | Ф ф | Х х |
| Ц ц | Ч ч | Ш ш | Щ щ | Ъ ъ | Ы ы | Ь ь | Э э |
| Ю ю | Я я | '   | "   |     |     |     |     |